# Ernie Sabella

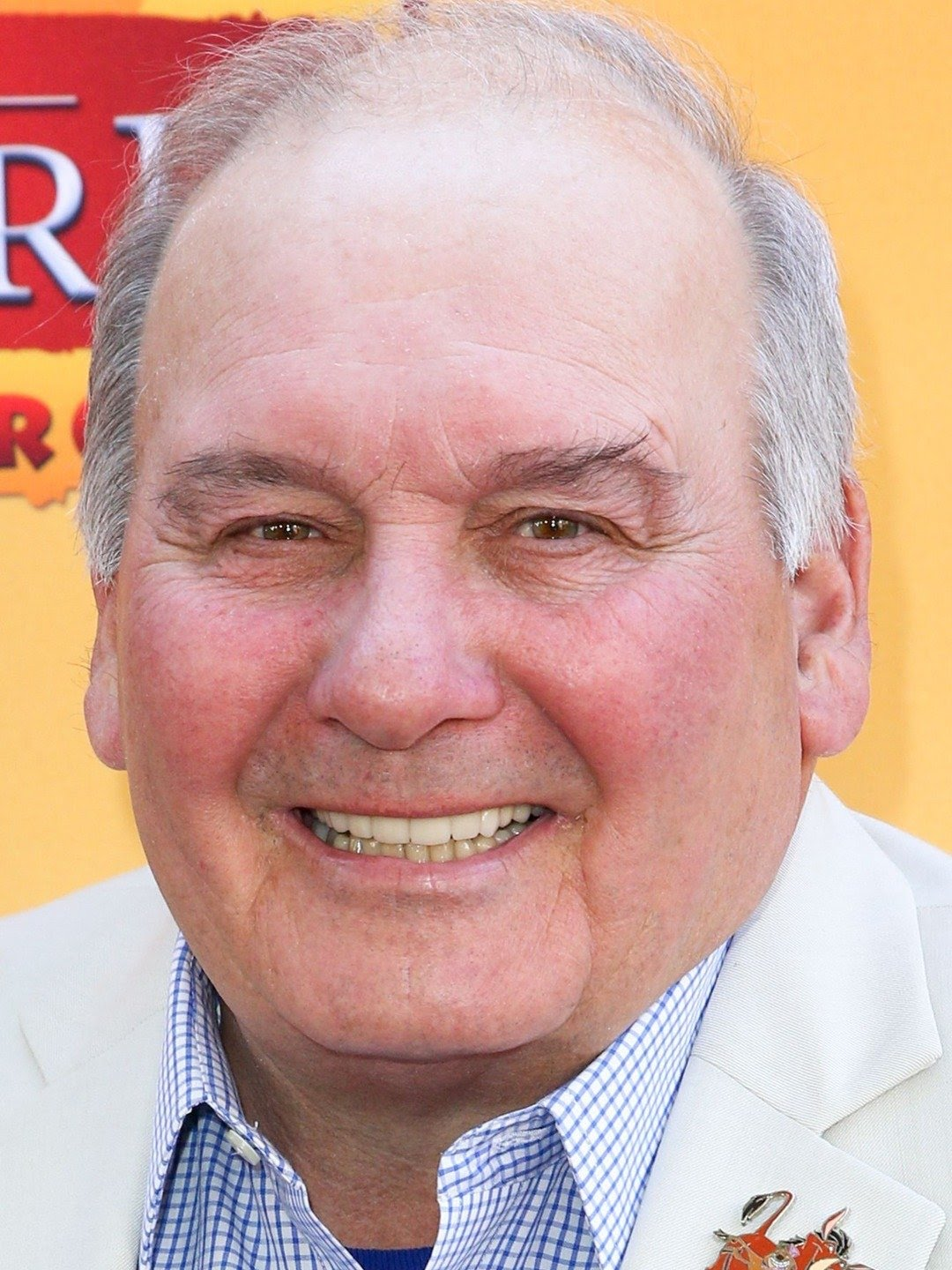
Ernie Sabella, 2021

Ernie Sabella (* 19. September 1949 in Westchester, New York) ist ein US-amerikanischer Schauspieler und Synchronsprecher.

## Karriere
Am Broadway war Sabella unter anderem in den Stücken Man of la Mancha und Sweet Charity zu sehen. Als Schauspieler war er unter anderem in dem Film Archie und Harry – Sie können’s nicht lassen sowie in den Serien Eine schrecklich nette Familie und Practice – Die Anwälte zu sehen. Als Synchronsprecher lieh er unter anderem dem Warzenschwein Pumbaa in allen drei Teilen der Der König der Löwen-Reihe und den darauf beruhenden Fernsehserien Abenteuer mit Timon und Pumbaa und Die Garde der Löwen seine Stimme. Die Single Can You Feel The Love Tonight? wurde im November 2020 in den USA mit Platin und im September 2024 im UK mit Gold ausgezeichnet. 2023 erhielt er für das Lied Hakuna Matata aus dem Film Der König der Löwen eine Doppelplatin-Schallplatte in den USA.

## Filmografie (Auswahl)

### Schauspieler
- 1982: Chefarzt Dr. Westphall (St. Elsewhere, Fernsehserie, eine Folge)
- 1982–1984: Cagney & Lacey (Fernsehserie, 2 Folgen)
- 1983–1984: Unter der Sonne Kaliforniens (Knots Landing, Fernsehserie, 2 Folgen)
- 1984: City Heat – Der Bulle und der Schnüffler (City Heat)
- 1986: Archie und Harry – Sie können’s nicht lassen (Tough Guys)
- 1986–1987: Ein Grieche erobert Chicago (Perfect Strangers, Fernsehserie, 22 Folgen)
- 1987: Eine schrecklich nette Familie (Married … with Children, Fernsehserie, eine Folge)
- 1988: Mein Nachbar, der Vampir (Fright Night Part II)
- 1988: Sledge Hammer! (Fernsehserie, eine Folge)
- 1990: Ballerina (Faith)
- 1992: Seinfeld (Fernsehserie, eine Folge)
- 1994: Verrückt nach dir (Mad About You, Fernsehserie, eine Folge)
- 1999: Annie – Weihnachten einer Waise (Annie)
- 1999–2001: Practice – Die Anwälte (The Practice, Fernsehserie, 4 Folgen)
- 2000: Providence (Fernsehserie, 3 Folgen)

### Synchronisation
- 1994: Der König der Löwen (The Lion King, als Pumbaa)
- 1995–1999: Abenteuer mit Timon und Pumbaa (Timon & Pumbaa, Fernsehserie, als Pumbaa)
- 1998: Der König der Löwen 2 – Simbas Königreich (The Lion King II: Simba’s Pride, als Pumbaa)
- 2001–2002: Mickys Clubhaus (House of Mouse, Fernsehserie, als Pumbaa)
- 2004: Der König der Löwen 3 – Hakuna Matata (The Lion King 1½, als Pumbaa)
- 2015–2019: Die Garde der Löwen (The Lion Guard, Fernsehserie, als Pumbaa)